# جزلاندشت
جزلاندشت یک روستا در ایران است که در دهستان درام واقع شده‌است. جزلاندشت ۴۴۳ نفر جمعیت دارد.